# Michael Jussen
Michael Jussen (geboren 1965) ist ein deutscher Schauspieler und Kabarettist.

## Leben und Werk
Nach einer Ausbildung zum Fernsehtechniker und kurzem Latein- und Theologie-Studium besuchte Jussen in Berlin die Schauspielschule. Erste Engagements führten ihn ans Anhaltische Theater Dessau, ans Stadttheater Bremerhaven und ans Grenzlandtheater Aachen, ans Theater Lutherstadt Wittenberg und ans Theaterlabor Berlin. Er spielte unter anderem die Titelrollen in Marlowes Die tragische Historie vom Doktor Faustus und in Osbornes Martin Luther, sowie den Arbeiter Jimmy Porter in Osbornes Blick zurück im Zorn. Als Luther gastierte er auch beim Theaterfestival in Palermo. 2005 war er – anlässlich des 1.200-Jahr Jubiläums der Stadt Magdeburg – als Heldendarsteller im Theaterspektakel Otto und andere Größen zu sehen, 2006 spielte er den Inspektor Ledoux im Phantom der Oper. Seit 2010 ist er alljährlich bei den Jedermann-Festspielen im Berliner Dom, geleitet von Brigitte Grothum, vertreten, zuerst als Schuldknecht, dann als Hausvogt.
In den 1990er Jahren hat Jussen eine Reihe von Hörbüchern vertont, darunter Goethes Die Leiden des jungen Werthers, Büchners Lenz, Storms Der Schimmelreiter und Kafkas Die Verwandlung. Seit 2004 erarbeitet Jussen regelmäßig Solo- und Kabarettprogrammen, mit denen er landauf landab auftritt. Enge Zusammenarbeit besteht mit dem Brettl-Keller der Lutherstadt Wittenberg und mit den Kiebitzensteinern in Halle (Saale).
Jussen ist auch als Schauspieldozent für Stimme und Schauspiel in Berlin und Wittenberg tätig.

## Soloprogramme
- 2004 Reineke Fuchs oder wie wird man Bundeskanzler mit Texten von Johann Wolfgang von Goethe
- 2008 Mit glühender Zange kneif ich, ein Heinrich-Heine-Programm
- 2008 Dummheit schützt vor Reichtum nicht (mit Anne-Kathrin Vorwerk) - Die Kiebitzsteiner, Halle
- 2013 Ich brauch 'ne Frau
- 2013 La deutsche Vita (mit Stephanie Hottinger)